# Kevin Hays
Kevin Hays (nacido el 1 de mayo de 1968) es un pianista y compositor de jazz estadounidense. Comenzó a tocar en Nueva York cuando aún estaba en la escuela secundaria y dirigió su primera fecha discográfica en 1990. Ha grabado más de veinte álbumes como líder o colíder, incluidos tres para SteepleChase y Blue Note Records. Lideró un trío de larga data con el bajista Doug Weiss y el baterista Bill Stewart, y también ha cantado con su New Day Trio del bajista Rob Jost y el baterista Greg Joseph.

## Primeros años de vida
Nació en la ciudad de Nueva York el 1 de mayo de 1968,  el menor de cuatro hermanos.  Se crio en Greenwich, Connecticut, y comenzó a estudiar piano a la edad de seis años,  después de escuchar a su padre, un músico aficionado.  Inicialmente estaba interesado en la música rock y otras cosas que escuchaba en la radio, y se interesó más en el jazz en su adolescencia.  Inicialmente autodidacta,  Hays luego recibió lecciones con Lou Stein y asistió a varios campamentos musicales de Interlochen.  Hays jugó localmente desde 1982. 

## Vida posterior y carrera
Comenzó a tocar en Nueva York en 1985,  cuando aún estaba en la escuela secundaria.  Luego tuvo un período en la banda de Nick Brignola,  y asistió a la Escuela de Música de Manhattan durante un semestre  en 1986 antes de abandonar los estudios para concentrarse en la actuación.  Su primera grabación como líder se produjo en 1990, para el sello japonés Jazz City.  Varios de los temas de este disco, El Matador, fueron composiciones propias.  Durante 1991 a 1993, también grabó tres álbumes para SteepleChase Records. 
"Tocó regularmente con varios conjuntos de Bob Belden desde finales de los 80, y en los 90 realizó una gira por Japón y grabó con los Harper Brothers (1990) y trabajó con Steve Wilson, Benny Golson (desde c. 1990), Joshua El cuarteto de Redman (1992), Seamus Blake (desde 1993) y Eddie Henderson (desde 1994)".  Después de los álbumes de SteepleChase, firmó con Blue Note Records, quien lanzó tres de sus álbumes.  En 1995, Hays realizó una gira con el saxofonista Sonny Rollins. 
El trío de Hays, con Doug Weiss (bajo) y Bill Stewart (batería), tocaron juntos durante 15 años.  También grabó álbumes bajo el liderazgo de Stewart en la década de 2000.  En 2010-2011, actuó y grabó duetos con el pianista Brad Mehldau.   También en 2011, Pirouet Records lanzó Variations, un álbum de piano solo que incluía interpretaciones de Robert Schumann.  Luego formó el New Day Trio, con Rob Jost al bajo y Greg Joseph a la batería, y también cantó en su primer lanzamiento, New Day. A este le siguió aproximadamente un año después North.  Hope, un álbum a dúo con Lionel Loueke, se lanzó alrededor de 2017. 

## Estilo
"Tiene un estilo lineal y un fuerte sentido armónico, y utiliza el pedal para producir un sonido recortado, que recuerda los primeros trabajos de Paul Bley ". 

## Discografía

### Como líder o colíder
| Año de grabación | Título                      | Sello                            | Año de lanzamiento |
| ---------------- | --------------------------- | -------------------------------- | ------------------ |
| 1990             | El Matador                  | Jazz City                        | 1991               |
| 1991?            | SweetEar                    | SteepleChase                     | 1991               |
| 1991             | Ugly Beauty                 | SteepleChase                     | 1992               |
| 1992?            | Crossroad                   | SteepleChase                     | 1993               |
| 1994?            | 7th Sense                   | Blue Note                        | 1994               |
| 1995?            | Go Round                    | Blue Note                        | 1995               |
| 1996             | Andalucia                   | Blue Note                        | 1997               |
| 2001             | What Survives               | PinonDisk                        | 2010               |
| 2003             | Fear of Roaming             | Fresh Sound                      | 2004               |
| 2004             | Piano Works III: Open Range | ACT                              | 2005               |
| 2004             | One Little Song             | (not on label)                   | 2006               |
| 2005             | For Heaven's Sake           | Jazz Eyes                        | 2005               |
| 2006             | The Dreamer                 | Artist Share                     | 2007               |
| 2007             | You've Got a Friend         | Jazz Eyes                        | 2009               |
| 2008             | Live at Smalls              | Smalls Live                      | 2008               |
| 2009             | Dawning                     | Palmetto                         | 2013               |
| 2010             | Variations                  | Pirouet                          | 2011               |
| 2010             | Modern Music                | Nonesuch                         | 2011               |
| 2014             | New Day                     | Sunnyside                        | 2015               |
| 2016             | North                       | Sunnyside                        | 2016               |
| 2016             | Hope                        | Newvelle (France) / Edition (UK) | 2017               |
| 2018             | Where Are You               | Fresh Sound                      | 2019               |
| 2019             | Across The Sea              | Via Veneto Jazz                  | 2019               |
| 2020             | All Things Are              | Smoke Sessions                   | 2021               |
| 2023             | Bridges                     | Smoke Sessions                   | 2023               |

### Como acompañante
Con Bob Belden
- Straight to My Heart: The Music of Sting (Blue Note, 1991)
- Puccini's Turandot (Blue Note, 1993)
- When the Doves Cry: The Music of Prince (Blue Note, 1994)
- Shades of Blue (Blue Note, 1996)
- Strawberry Fields (Blue Note, 1996)
- Tapestry (Blue Note, 1997)
- Black Dahlia (Blue Note, 2001)
- Three Days of Rain (Sunnyside, 2006)

Con Steve Gadd
- 2017: Steve Gadd Band (Victor, 2018)
- 2019: At Blue Note Tokyo (Victor, 2021) – en vivo

Con Benny Golson
- 1991: Domingo (Dreyfus, 1992)
- 1996: Up Jumped Benny (Arkadia Jazz, 1997) – en vivo

Con Eddie Henderson
- Inspiration (Milestone, 1995) – grabado en 1994
- Dark Shadows (Milestone, 1996)
- Dreams of Gershwin (Key Stone, 1998)
- Reemergence (Sharp Nine, 1999)
- Oasis (Sirocco, 2001)
- Precious Moment (Kind of Blue, 2006)

Con Chris Potter
- 1992: Presenting Chris Potter (Criss Cross Jazz, 1993)
- 1993: Sundiata (Criss Cross Jazz, 1995)
- 2000: This Will Be (Storyville, 2001) – en vivo
- 2000: Gratitude (Verve, 2001)
- 2002: Traveling Mercies (Verve, 2002)
- 2002: Lift: Live at the Village Vanguard (Sunnyside, 2004)

Con otros
- Jeff Ballard, Fairgrounds (Edition, 2018)[7]
- Ricardo Grilli, 1962 (Tone Rogue)[8]
- Vincent Herring, Dawnbird (Landmark, 1993) – grabado en 1991–92
- Joshua Redman, Joshua Redman (Warner Bros, 1993)
- Mark Turner y Tad Shull, Two Tenor Ballads (Criss Cross Jazz, 2000) – grabado en 1994